# 디즈니 페어리즈
디즈니 페어리즈(영어: Disney Fairies)는 월트 디즈니 컴퍼니의 미디어 믹스 기획의 이름이다.
1953년 개봉된 애니메이션 영화 '피터 팬'의 등장 캐릭터 인 팅커 벨과 그 동료 요정을 취급한다.

## 등장인물
- 팅커 벨 (Tinker Bell)
- 폰 (Fawn)
- 로제타 (Rosetta)
- 실버미스트 (Silvermist)
- 이리데사 (Iridessa)
- 비디아 (Vidia)
- 페리윙클 (Periwinkle)
- 자리나 (Zarina)